# Retiro (metrostation)
Retiro is een metrostation in het stadsdeel Retiro van de Spaanse hoofdstad Madrid. Het station werd geopend op 11 juni 1924 en wordt bediend door lijn 2 van de metro van Madrid.

## Geschiedenis
Aan het einde van de 19e eeuw werden meerdere plannen gemaakt voor de aanleg van een metro in Madrid. Deze plannen werden niet uitgevoerd en de laatste initiator haakte in februari 1906 af wegens bureaucratische hindernissen. In de eerste twee decennia van de 20e-eeuw kende Madrid een sterke toename van het verkeer wat in 1914 aanleiding was voor een nieuw plan met vier metrolijnen waarin de lijnen 1 en 2 elkaar kruisen onder de Puerta del Sol. De perronlengte werd destijds vastgesteld op 60 meter.
De bouw van de noord-zuid lopende lijn 1 begon in 1917 en op 17 oktober 1919 werd ze geopend. Op 14 juni 1924 werd het eerste deel van de oost-west lopende lijn 2 ten oosten van Sol geopend. Dit lijndeel werd gebouwd onder de Calle de Alcalá, de weg die de Puerta del Sol verbindt met Alcalá de Henares, en kreeg onder meer een station bij het grote stadspark Retiro.
Omdat het de bedoeling was om vanaf het station een zijlijn naar het noorden te bouwen onder de Calle de Velazquez kreeg het station een zijperron voor de metro's staduitwaarts en een eilandperron voor de metro's stadinwaarts. Lijn 2 kreeg in 1932 een splitsing bij Goya en niet bij Retiro. 

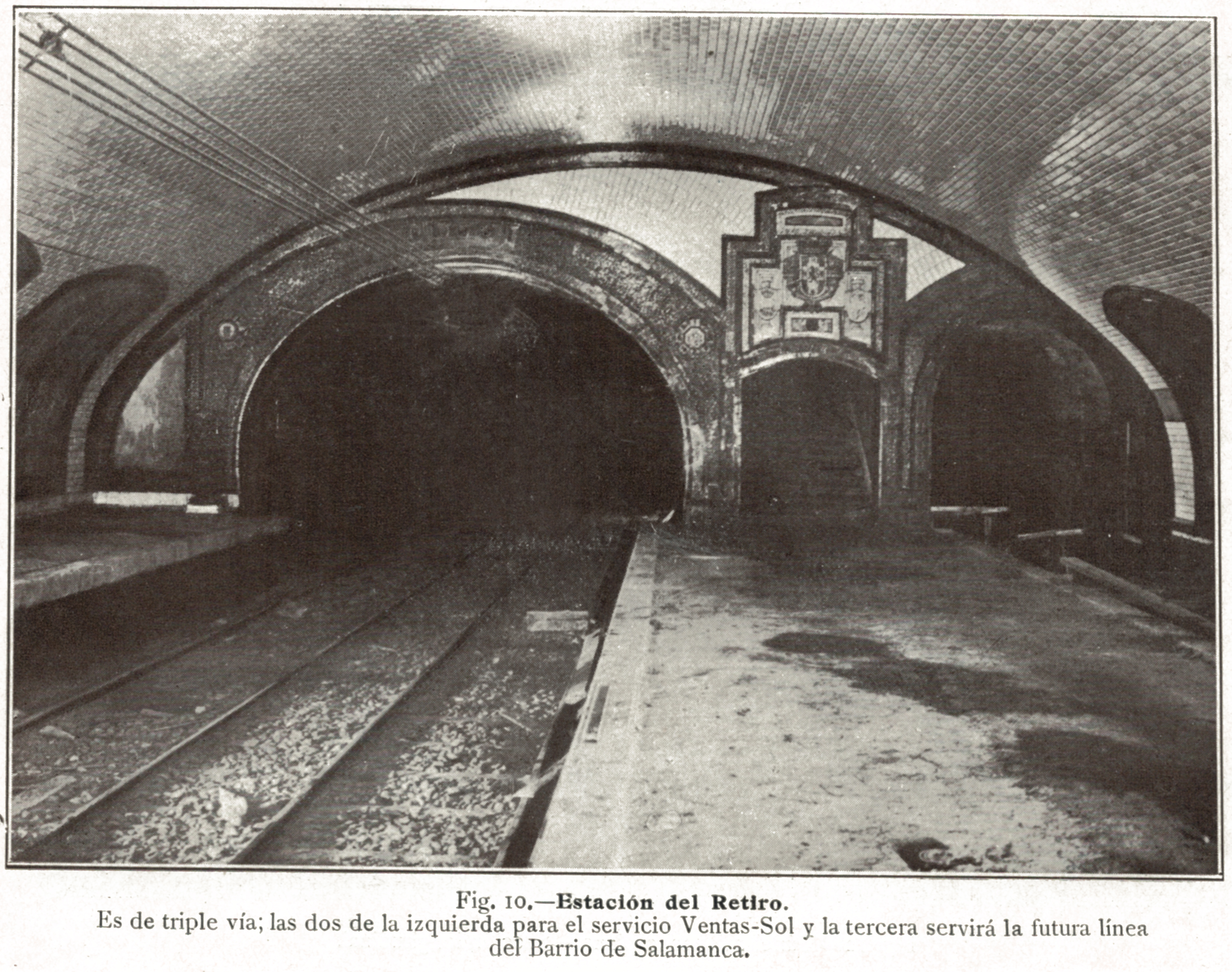
Het station in 1924 gezien uit het westen
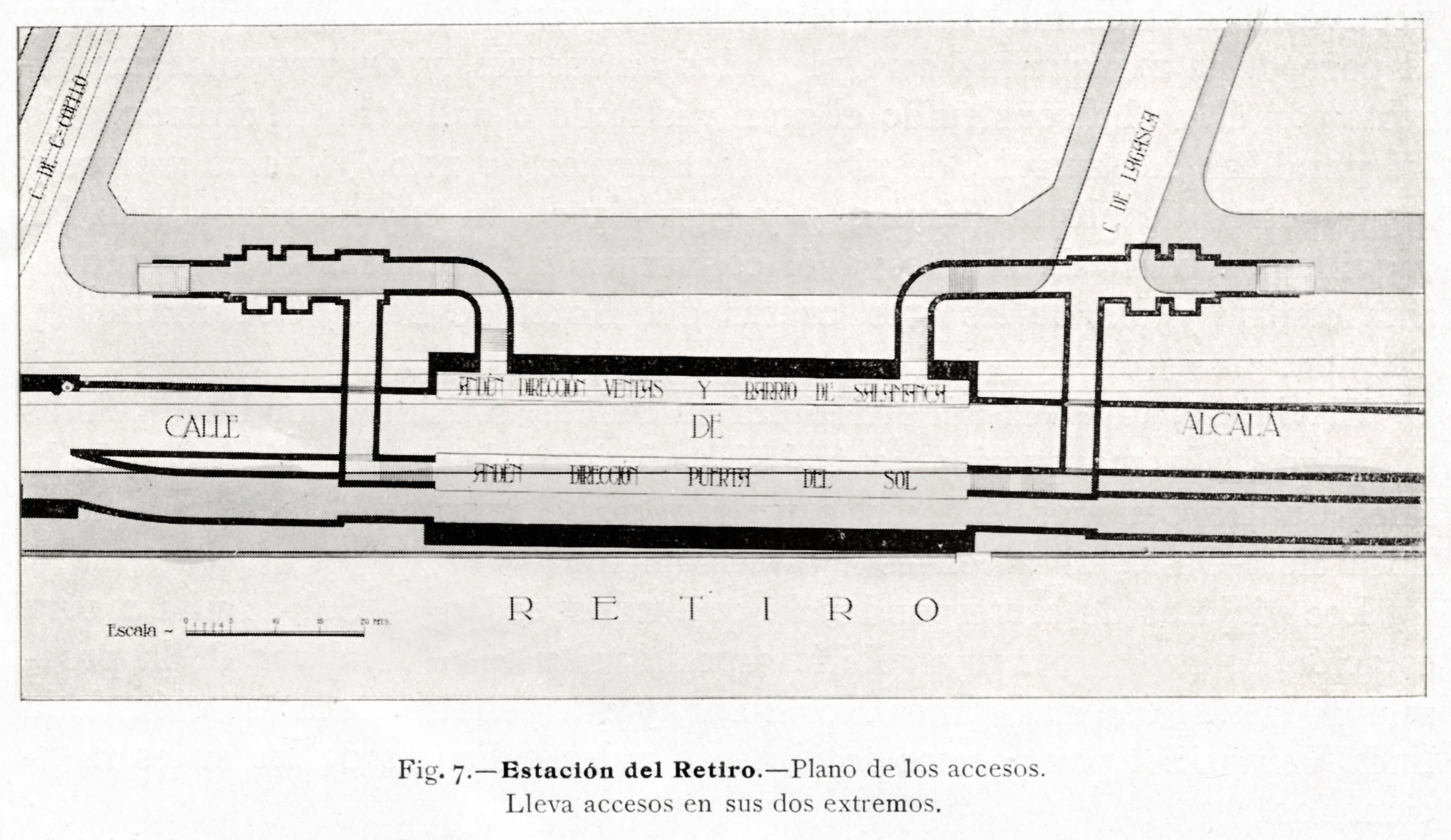
De plattegrond uit 1924

## Ligging en inrichting
Het station werd gebouwd als enkelgewelfdstation met twee spoorbakken aan de noordrand van het naamgevende park. De noordelijke spoorbak biedt plaats aan twee sporen van de hoofdlijn, de zuidelijke spoorbak was enkelspoor en was bedoeld voor binnenkomende metro's van de zijlijn. Zodoende zouden metro's richting het centrum van beide takken kunnen wachten langs het perron in plaats van in de tunnel.  
In 1997 werd de zuidelijke spoorbak omgebouwd tot een ruimte voor tijdelijke  tentoonstellingen en werd de noordelijke perronwand opgesierd met het kunstwerk Fantastisch Retiro Park van de bekende kunstenaar Mingote.
De toegangen uit 1924 liggen aan de noordzijde van de Calle de Alcalá ter hoogte van de  zijstraten Calle de Claudio Coello (west) en Calle de Lagasca (oost).  De beide toegangen hebben elk een eigen hal met OV-poortjes op niveau -2. De oostelijke is tussen de straat en de hal op niveau -1 aangesloten op een voetgangerstunnel onder de Calle de Alcalá. Deze heeft aan de noordkant een eigen toegang in de vorm van een hellingbaan en sluit aan de zuidkant op een pad in het park.

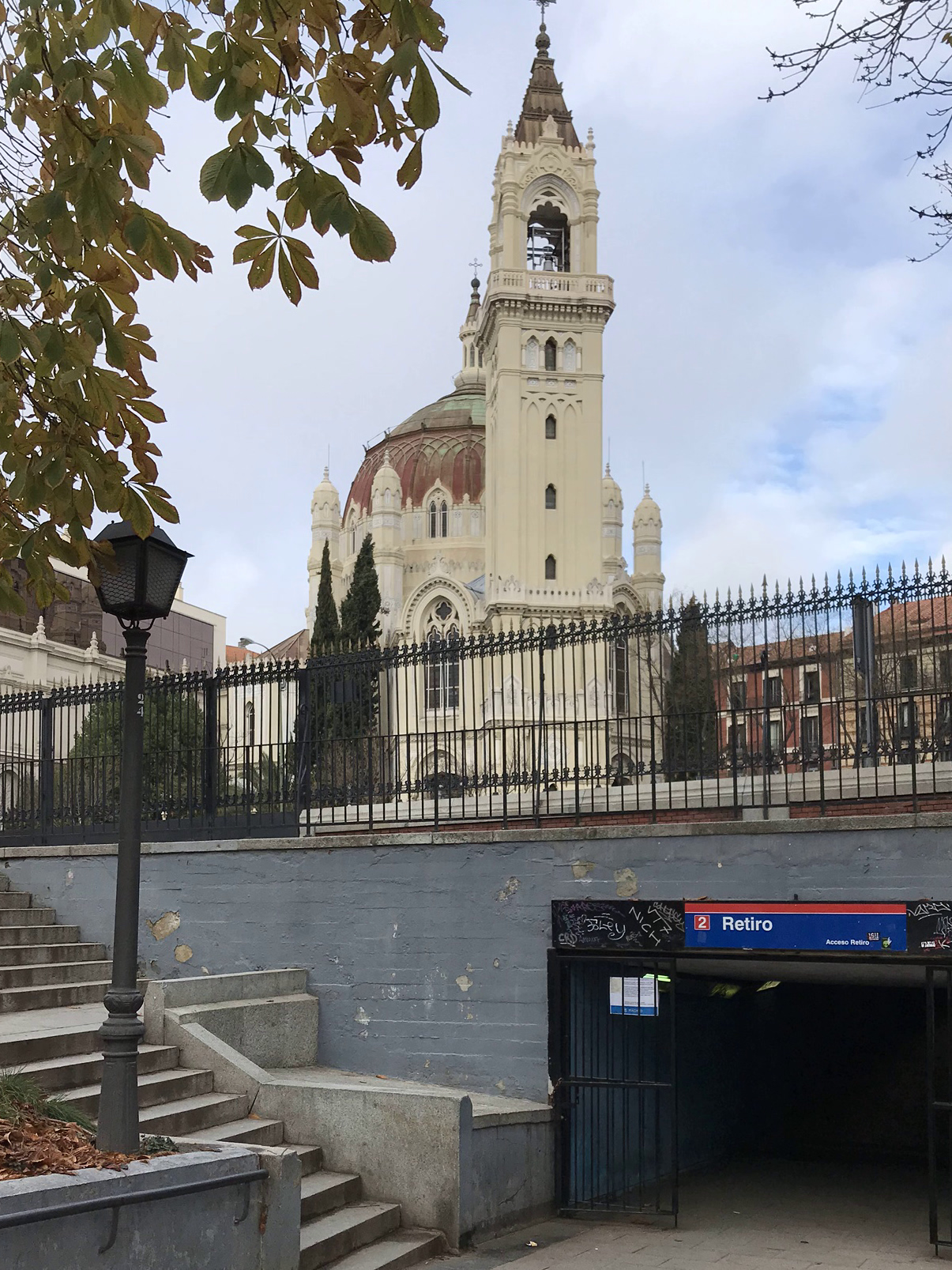
De toegang in het park
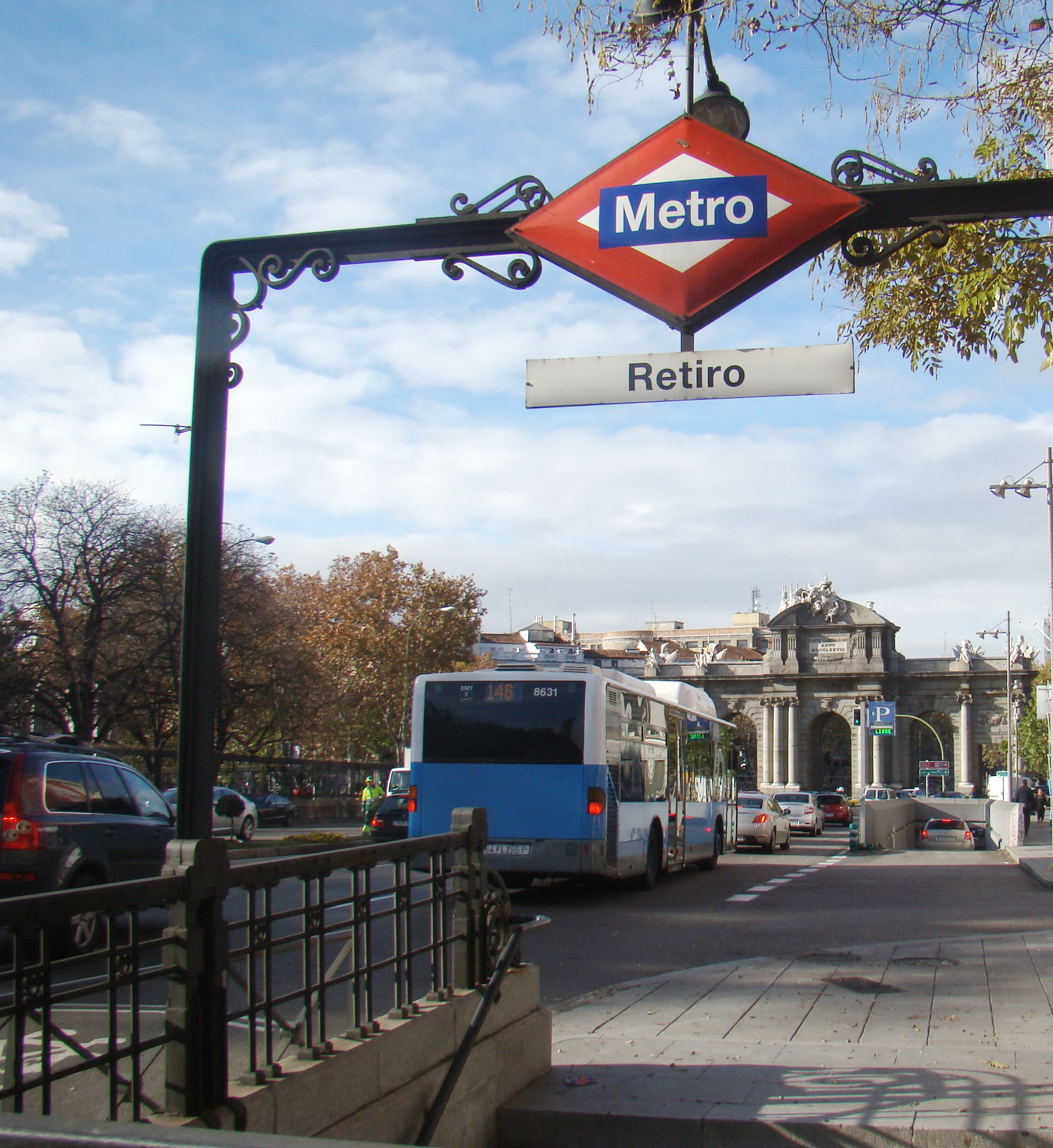
De westelijke toegang
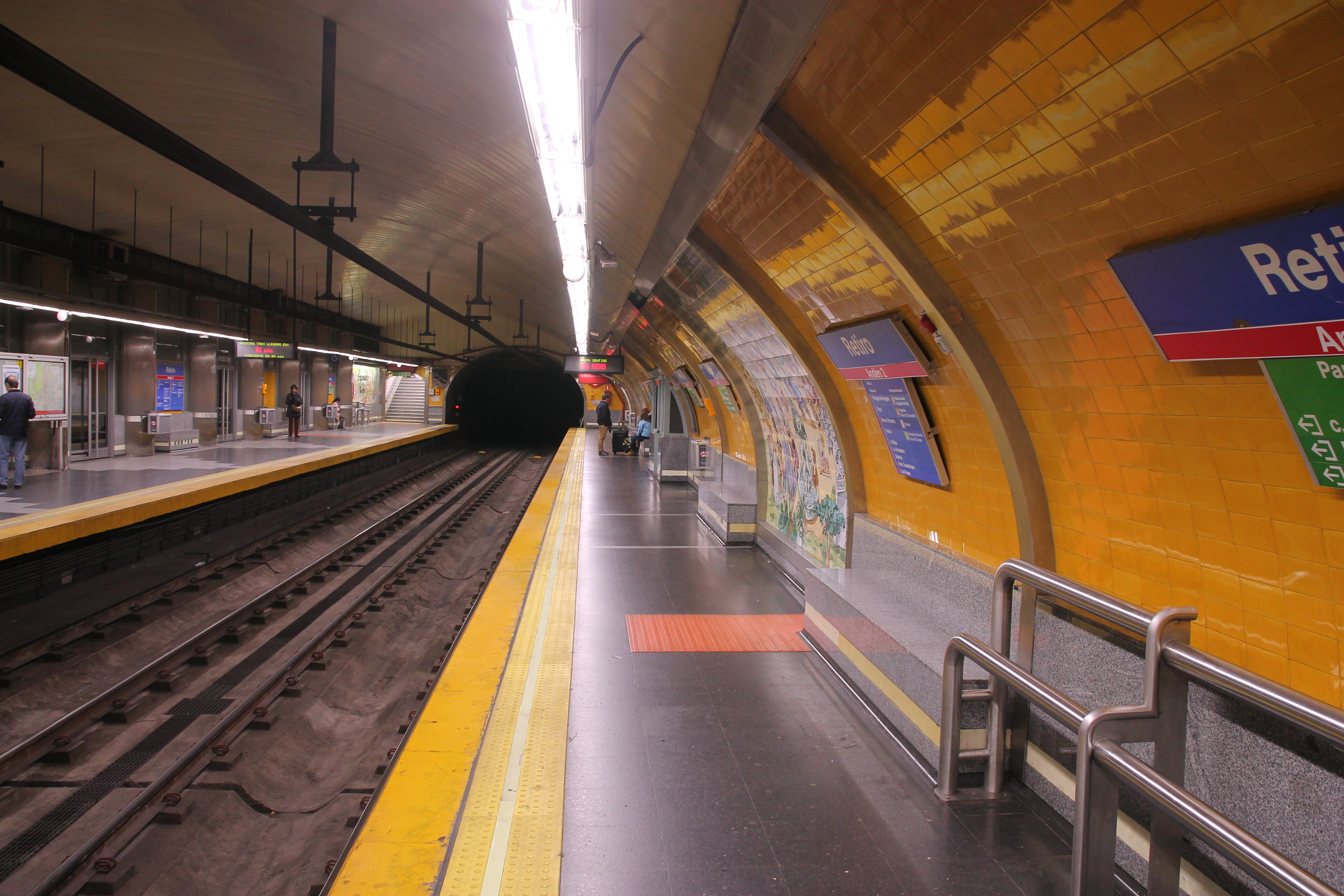
Sporen en perrons gezien uit het oosten